# NFL Europe 1999
Die NFL Europe 1999 war die siebte Spielzeit der Liga. Das World Bowl '99 genannte Finale im Düsseldorfer Rheinstadion gewann Frankfurt Galaxy.

## Teilnehmer und Modus
Die London Monarchs – seit Beginn der damals noch als World League bekannten Liga dabei – wurden vor der Saison aufgelöst. Auch die Umbenennung in England Monarchs hatte das schwindende Zuschauerinteresse nicht stoppen können. Den Platz nahm die neu gegründete Berlin Thunder ein, die dritte Franchise aus Deutschland. Der Beiname Thunder wurde dabei von Orlando Thunder übernommen, 1991 und 1992 Mitglied der World League.
Die sechs Mannschaften spielten jeder gegen jeden in Hin- und Rückspiel. Die beiden ersten Mannschaften qualifizierten sich für das Finale, den World Bowl, erstmals auf neutralem Boden.
| Land                   | Team               | Spielort                                                     | Head Coach    | Platzierung 1998         |
| ---------------------- | ------------------ | ------------------------------------------------------------ | ------------- | ------------------------ |
| Niederlande            | Amsterdam Admirals | Amsterdam ArenA                                              | Al Luginbill  | 3.                       |
| Spanien                | Barcelona Dragons  | Olympiastadion Barcelona                                     | Jack Bicknell | 4.                       |
| Deutschland            | Berlin Thunder     | Friedrich-Ludwig-Jahn-Sportpark, Berlin                      | Wes Chandler  | —                        |
| Deutschland            | Frankfurt Galaxy   | Waldstadion, Frankfurt am Main                               | Dick Curl     | 1., Verlierer World Bowl |
| Deutschland            | Rhein Fire         | Rheinstadion, Düsseldorf                                     | Galen Hall    | 2., Sieger World Bowl    |
| Vereinigtes Konigreich | Scottish Claymores | Murrayfield Stadium, Edinburgh (3) Hampden Park, Glasgow (2) | Jim Criner    | 6.                       |

## Regular Season

### Übersicht
| ↓ Heim Auswärts →    | AMS   | BAR   | BER   | FRA   | RHE   | SCO   |
| -------------------- | ----- | ----- | ----- | ----- | ----- | ----- |
| Amsterdam Admirals   | •     | 17:28 | 49:23 | 17:13 | 25:36 | 30:22 |
| FC Barcelona Dragons | 28:16 | •     | 42:10 | 21:15 | 14:59 | 42:35 |
| Berlin Thunder       | 22:19 | 27:20 | •     | 19:32 | 00:29 | 14:48 |
| Frankfurt Galaxy     | 21:14 | 26:28 | 21:20 | •     | 13:07 | 35:42 |
| Rhein Fire           | 30:20 | 10:19 | 38:10 | 20:21 | •     | 37:06 |
| Scottish Claymores   | 20:29 | 31:21 | 10:28 | 35:42 | 21:20 | •     |

### Spiele
| Woche 1        | Woche 1            | Woche 1 | Woche 1            |
| Datum          | Heimteam           | Erg.    | Auswärtsteam       |
| -------------- | ------------------ | ------- | ------------------ |
| 17. April 1999 | Frankfurt Galaxy   | 21:20   | Berlin Thunder     |
| 17. April 1999 | Barcelona Dragons  | 28:16   | Amsterdam Admirals |
| 18. April 1999 | Scottish Claymores | 21:20   | Rhein Fire         |

| Woche 2        | Woche 2            | Woche 2 | Woche 2            |
| Datum          | Heimteam           | Erg.    | Auswärtsteam       |
| -------------- | ------------------ | ------- | ------------------ |
| 24. April 1999 | Amsterdam Admirals | 17:13   | Frankfurt Galaxy   |
| 24. April 1999 | Berlin Thunder     | 14:48   | Scottish Claymores |
| 25. April 1999 | Rhein Fire         | 10:19   | Barcelona Dragons  |

| Woche 3     | Woche 3            | Woche 3 | Woche 3            |
| Datum       | Heimteam           | Erg.    | Auswärtsteam       |
| ----------- | ------------------ | ------- | ------------------ |
| 1. Mai 1999 | Rhein Fire         | 30:20   | Amsterdam Admirals |
| 1. Mai 1999 | Barcelona Dragons  | 42:10   | Berlin Thunder     |
| 2. Mai 1999 | Scottish Claymores | 35:42   | Frankfurt Galaxy   |

| Woche 4     | Woche 4            | Woche 4 | Woche 4           |
| Datum       | Heimteam           | Erg.    | Auswärtsteam      |
| ----------- | ------------------ | ------- | ----------------- |
| 8. Mai 1999 | Amsterdam Admirals | 49:23   | Berlin Thunder    |
| 8. Mai 1999 | Frankfurt Galaxy   | 13:07   | Rhein Fire        |
| 9. Mai 1999 | Scottish Claymores | 31:21   | Barcelona Dragons |

| Woche 5     | Woche 5           | Woche 5 | Woche 5            |
| Datum       | Heimteam          | Erg.    | Auswärtsteam       |
| ----------- | ----------------- | ------- | ------------------ |
| 5. Mai 1999 | Rhein Fire        | 37:06   | Scottish Claymores |
| 5. Mai 1999 | Berlin Thunder    | 22:19   | Amsterdam Admirals |
| 6. Mai 1999 | Barcelona Dragons | 21:15   | Frankfurt Galaxy   |

| Woche 6      | Woche 6            | Woche 6 | Woche 6            |
| Datum        | Heimteam           | Erg.    | Auswärtsteam       |
| ------------ | ------------------ | ------- | ------------------ |
| 22. Mai 1999 | Amsterdam Admirals | 25:36   | Rhein Fire         |
| 22. Mai 1999 | Frankfurt Galaxy   | 35:42   | Scottish Claymores |
| 23. Mai 1999 | Berlin Thunder     | 27:20   | Barcelona Dragons  |

| Woche 7      | Woche 7            | Woche 7 | Woche 7           |
| Datum        | Heimteam           | Erg.    | Auswärtsteam      |
| ------------ | ------------------ | ------- | ----------------- |
| 29. Mai 1999 | Amsterdam Admirals | 17:28   | Barcelona Dragons |
| 29. Mai 1999 | Rhein Fire         | 20:21   | Frankfurt Galaxy  |
| 30. Mai 1999 | Scottish Claymores | 10:28   | Berlin Thunder    |

| Woche 8      | Woche 8           | Woche 8 | Woche 8            |
| Datum        | Heimteam          | Erg.    | Auswärtsteam       |
| ------------ | ----------------- | ------- | ------------------ |
| 5. Juni 1999 | Berlin Thunder    | 00:29   | Rhein Fire         |
| 5. Juni 1999 | Frankfurt Galaxy  | 21:14   | Amsterdam Admirals |
| 6. Juni 1999 | Barcelona Dragons | 42:35   | Scottish Claymores |

| Woche 9       | Woche 9            | Woche 9 | Woche 9            |
| Datum         | Heimteam           | Erg.    | Auswärtsteam       |
| ------------- | ------------------ | ------- | ------------------ |
| 12. Juni 1999 | Barcelona Dragons  | 14:59   | Rhein Fire         |
| 13. Juni 1999 | Berlin Thunder     | 19:32   | Frankfurt Galaxy   |
| 13. Juni 1999 | Scottish Claymores | 20:29   | Amsterdam Admirals |

| Woche 10      | Woche 10           | Woche 10 | Woche 10           |
| Datum         | Heimteam           | Erg.     | Auswärtsteam       |
| ------------- | ------------------ | -------- | ------------------ |
| 19. Juni 1999 | Amsterdam Admirals | 30:22    | Scottish Claymores |
| 19. Juni 1999 | Rhein Fire         | 38:10    | Berlin Thunder     |
| 20. Juni 1999 | Frankfurt Galaxy   | 26:28    | Barcelona Dragons  |

### Tabelle
|    |                    | S | N | U | SQ    | P+  | P–  | Heim | Ausw. |
| -- | ------------------ | - | - | - | ----- | --- | --- | ---- | ----- |
| 1. | Barcelona Dragons  | 7 | 3 | 0 | 0.700 | 263 | 246 | 4–1  | 3–2   |
| 2. | Frankfurt Galaxy   | 6 | 4 | 0 | 0.600 | 239 | 223 | 3–2  | 3–2   |
| 3. | Rhein Fire         | 6 | 4 | 0 | 0.600 | 286 | 149 | 3–2  | 3–2   |
| 4. | Amsterdam Admirals | 4 | 6 | 0 | 0.400 | 236 | 243 | 3–2  | 1–4   |
| 5. | Scottish Claymores | 4 | 6 | 0 | 0.400 | 270 | 298 | 2–3  | 2–3   |
| 6. | Berlin Thunder     | 3 | 7 | 0 | 0.300 | 173 | 308 | 2–3  | 1–4   |

Legende: Siege, Niederlagen, Unentschieden, SQ Siegquote, P+ erzielte Punkte, P−gegnerische Punkte, Heim Heimbilanz (Siege–Niederlagen), Ausw. Auswärtsbilanz (Siege–Niederlagen).

## World Bowl '99
|                         |                          |  | World Bowl '99   |                           |                   |  |                                                      |
|                         | Düsseldorf 27. Juni 1999 |  | Frankfurt Galaxy | \| \| 38 : 24 \| \| \| \| | Barcelona Dragons |  | Rheinstadion Zuschauer: 39,643 Referee: Pete Morelli |
| (3:10, 14:0, 7:7, 14:7) | Düsseldorf 27. Juni 1999 |  | Frankfurt Galaxy |                           | Barcelona Dragons |  | Rheinstadion Zuschauer: 39,643 Referee: Pete Morelli |
|                         | 38 : 24                  |  |                  |                           |                   |  |                                                      |
|                         |                          |  |                  |                           |                   |  |                                                      |

Das Finale der Saison zwischen den beiden bestplatzierten Mannschaften wurde als World Bowl '99 bezeichnet und fand am 27. Juni 1999 im Rheinstadion von Düsseldorf statt. Frankfurt Galaxy besiegte dabei Barcelona Dragons mit 38 zu 24.